# Thomisus vulnerabilis
Thomisus vulnerabilis är en spindelart som beskrevs av Cândido Firmino de Mello-Leitão 1929. 
Thomisus vulnerabilis ingår i släktet Thomisus och familjen krabbspindlar. Artens utbredningsområde är Myanmar. Inga underarter finns listade i Catalogue of Life.